# Cité Hittorf
La cité Hittorf est une voie publique du 10e arrondissement de Paris, en France. Elle débute cité de Magenta et se termine au 2, rue Hittorf et 6, rue Pierre-Bullet.

## Origine du nom
Cette cité porte le nom de l'architecte et archéologue Jacques Hittorff (1792- 1867), en raison de sa proximité avec la rue éponyme.

## Situation et accès
Orientée sud-est-nord-ouest, la cité Hittorf est située au centre d'un îlot de maisons délimitée par la Rue de Nancy au nord, le boulevard de Magenta et la rue Lucien-Sampaix au nord-est et au sud-est, la rue du Château-d'Eau au sud et par la rue du Faubourg-Saint-Martin à l'ouest. Elle est accessible par les rues Hittorf et Pierre-Bullet. Les infrastructures de transport en commun qui la desservent sont la station Château d'Eau sur la ligne 4 du métro.

## Historique
L'autorisation d'ouvrir ce passage au public a été accordée par arrêté préfectoral du 22 janvier 1868 sur une partie de la cité de Magenta.

## Bâtiments remarquables et lieux de mémoire
- nos 2 et 7 : aboutissement de la cité de Magenta, dont l'extrémité est fermée par une grille (propriété privée[2], non accessible au public.)
- nos 2, 4 et 6 : côté arrière des façades latérales de l'ancien hôtel Gouthière (XVIIIe siècle) construit pour le ciseleur Pierre Gouthière (1732-1813). Du fond du passage à l'angle de la rue Pierre-Bullet, les différents éléments correspondent aux corps de bâtiment suivants : au no 2 un pavillon bas (XIXe siècle) masquant ce qui reste de l'ancien jardin ; au no 4 la façade nord de l'ancien hôtel particulier (XVIIIe siècle) et au no 6 la façade arrière de l'aile nord de la cour d'honneur (1re moitié du XIXe siècle)[3]. L'accès de la cour d'honneur est située 6, rue Pierre-Bullet.
- no 7 : ensemble de plusieurs corps de bâtiment (1re moitié du XIXe siècle) entourant une cour[4] dont deux immeubles mixtes d'habitations et commerces de quatre étages sur rez-de-chaussée et sous-sol, celui de droite conservant (en 2022) un atelier d'artisan au rez-de-chaussée.